# Rhome (Texas)
Rhome es una ciudad ubicada en el condado de Wise en el estado estadounidense de Texas. En el Censo de 2010 tenía una población de 1522 habitantes y una densidad poblacional de 127,09 personas por km².

## Geografía
Rhome se encuentra ubicada en las coordenadas 33°4′44″N 97°29′36″O / 33.07889, -97.49333. Según la Oficina del Censo de los Estados Unidos, Rhome tiene una superficie total de 11.98 km², de la cual 11.83 km² corresponden a tierra firme y (1.19%) 0.14 km² es agua.

## Demografía
Según el censo de 2010, había 1522 personas residiendo en Rhome. La densidad de población era de 127,09 hab./km². De los 1522 habitantes, Rhome estaba compuesto por el 86.99% blancos, el 0.66% eran afroamericanos, el 1.45% eran amerindios, el 0.53% eran asiáticos, el 0.13% eran isleños del Pacífico, el 7.69% eran de otras razas y el 2.56% pertenecían a dos o más razas. Del total de la población el 12.55% eran hispanos o latinos de cualquier raza.